# RabFak
RabFak (russisch Рабфак; abgekürzt von Рабочий факультет, zu deutsch „Arbeiterfakultät“) war die Bezeichnung spezieller Bildungseinrichtungen in Sowjetrussland bzw. der Sowjetunion in den 1920er- und 1930er-Jahren. Sie wurden organisiert, um jungen Menschen aus der Arbeiterschicht, die oft keine abgeschlossene Schulausbildung hatten, durch allgemeinbildende Kurse eine rasche Vorbereitung für ein Hochschulstudium zu ermöglichen.
Grundlage der Einrichtung von RabFaks war der politische Umbruch in Russland, der sich mit der Oktoberrevolution des Jahres 1917 vollzog. Mitte 1918 erließ die neue bolschewistische Regierung Sowjetrusslands ein Dekret, das es Arbeitern und Bauern ermöglichte, sich an Hochschulen ohne vorherige Aufnahmeprüfung und auch ohne schulische Vorbildung einschreiben zu lassen. Infolgedessen kam es zu Beginn des neuen Hochschuljahres 1918 zu einem drastischen Anstieg von Studierendenzahlen. Jedoch konnten von den damaligen Studienanfängern die wenigsten mit dem Lernstoff etwas anfangen, denn die meisten Arbeiterkinder zur Zeit des Russischen Reiches erhielten keine ausreichende Schulausbildung und waren oft sogar Analphabeten. Um dieser Situation entgegenzuwirken, schlug der damalige stellvertretende Volkskommissar für Bildungswesen Michail Pokrowski vor, spezielle Abendschulen für die Vorbereitung des Arbeitervolkes auf ein Studium einzurichten. Am 11. September 1919 beschloss das Volkskommissariat für Bildungswesen, die Hochschulen um „Arbeiterfakultäten“ zu ergänzen, an denen sich alle Studierwilligen in Tages- oder Abendkursen auf das eigentliche Studium vorbereiten konnten.
Der erste solche Vorbereitungskurs wurde im selben Jahr an der Moskauer Hochschule für Kommerz organisiert. 1920 erließ das Volkskommissariat für Bildung das Dekret „Über die Arbeiterfakultäten“, das für diese Institution nunmehr die gesetzliche Grundlage bildete. Die Dauer des Vorbereitungskurses wurde auf drei Jahre für Tageskurse bzw. vier Jahre für Abendkurse festgelegt, einschreiben lassen konnte sich jeder Arbeiter bzw. Bauer ab einem Mindestalter von 16 Jahren. Studierende an Tageskursen erhielten während der Ausbildung an RabFaks Stipendien vom Staat, zudem wurde ihre Ausbildungszeit voll auf die Arbeitszeit angerechnet.
Ihre größte Bedeutung erreichten die RabFaks Ende der 1920er- und Anfang der 1930er-Jahre, als es in Moskau, Leningrad, Alma-Ata und anderen wichtigen Hochschulstädten des Landes insgesamt über 1000 RabFaks gab. Im Studienjahr 1925/26 waren rund 40 Prozent der sowjetischen Studienanfänger Abgänger der RabFaks. Ab Mitte der 1930er-Jahre sank zunehmend der Bedarf an Arbeiterfakultäten, da durch die allgemeine Schulpflicht inzwischen auch die meisten angehenden Studenten eine ausreichende Vorbildung vorweisen konnten. Infolgedessen wurden die letzten RabFaks Anfang der 1940er-Jahre aufgelöst.
Das System der sowjetischen RabFaks wurde später in der DDR in den frühen Nachkriegsjahren für die sogenannten Arbeiter-und-Bauern-Fakultäten zum Vorbild genommen. Der Zweck dieser Einrichtungen war auch dort die Vorbildung jener Studienanwärter aus den unteren Bevölkerungsschichten, die das Abitur vorher nicht hatten erreichen können.